# Ravi Coltrane
Ravi Coltrane (* 6. srpna 1965 New York) je americký jazzový saxofonista.

## Život a kariéra
Narodil se v New Yorku jako syn saxofonisty Johna Coltrana a klavíristky Alice Coltrane. Jeho bratrancem je hudebník Flying Lotus. Své jméno dostal podle indického sitáristy Raviho Šankara, jenž byl přítelem jeho rodičů. Jeho otec zemřel, když mu byly necelé dva roky. Vyrůstal v Los Angeles a po dokončení střední školy docházel na California Institute of the Arts, kde studoval hudbu se zaměřením na saxofon. Své první vlastní album nazvané Moving Pictures vydal v roce 1997 (vydavatelství RCA Records). Během své kariéry spolupracoval s desítkami dalších hudebníků, mezi něž patří například Wallace Roney, Elvin Jones, Steve Coleman a Dave Douglas. Roku 2004 produkoval a hrál na albu Translinear Light, což bylo poslední album jeho matky.